# Mufumbwe
Mufumbwe – miasto w północno-zachodniej Zambii, w Prowincji Północno-Zachodniej. Według danych szacunkowych na rok 2010 liczyło 9 576 mieszkańców.